# Giostre del Toppo
Le Giostre del Toppo furono una battaglia combattuta il 26 giugno 1288 fra Arezzo e Siena, in lega con la Repubblica di Massa, presso Pieve al Toppo (nell'attuale comune di Civitella in Val di Chiana, in provincia di Arezzo).

## L'iniziativa militare guelfa
In due importanti città toscane, Pisa e Arezzo, si era consolidato nel 1288 un predominio ghibellino. In particolare ad Arezzo gli esponenti della parte guelfa erano stati costretti a lasciare la città, che rimase saldamente alla parte ghibellina, rappresentata dal vescovo Guglielmino degli Ubertini e dai suoi luogotenenti. I Guelfi, soprattutto fiorentini, decisero di intervenire ed organizzarono una coalizione per attaccare Arezzo. Fu radunato un esercito in gran parte fiorentino e senese, che il 1º giugno 1288 assediò Arezzo dopo aver espugnato alcuni castelli minori.
I guelfi si accorsero a breve che la difesa della città era troppo ben organizzata e, dopo alcune settimane, l'assedio fu tolto, non senza aver danneggiato le campagne e dileggiato gli avversari.
Ma nel togliere l'assedio, fu commesso un grave errore strategico: l'esercito guelfo fu diviso quando ancora si trovava nei pressi di Arezzo. I fiorentini, infatti, presero la via del Valdarno per tornare alla loro città; i senesi, invece, si apprestarono ad attraversare la Val di Chiana, allora paludosa, per tornare a Siena passando da Lucignano, che intendevano attaccare.

## Preparazione dei ghibellini
L'esercito ghibellino era uscito dall'assedio in buone condizioni e, se era impensabile affrontare in campo aperto l'intero esercito guelfo, vedeva alla sua portata la parte senese in ritirata. Conoscendo bene il territorio circostante, gli aretini sapevano che i senesi sarebbero dovuti passare da Pieve al Toppo, essendo l'unico punto in cui la palude della Chiana poteva essere guadata da un esercito. Arezzo decise allora di organizzare una spedizione per raggiungere i senesi e sbarrar loro la strada.

## La battaglia
Il contingente senese e massetano era guidato da Ranuccio Farnese e contava 3000 fanti e 400 cavalieri. Gli aretini, comandati da Bonconte da Montefeltro e Guglielmo dei Pazzi (detto Guglielmo Pazzo) avevano inviato 2000 fanti e 300 cavalieri, divisi in due formazioni: la prima all'inseguimento sulla stessa strada percorsa dai senesi; la seconda percorse invece la strada di Battifolle, Viciomaggio e Mugliano. Marciando anche la notte, gli aretini raggiunsero i senesi il 26 giugno e attaccarono di sorpresa.

I senesi avanzavano in formazione corretta, con fanti al centro e cavalieri disposti ai lati in protezione. Ma i balestrieri avevano le armi sul dorso dei muli e i cavalieri erano senza lancia, poiché anche queste armi venivano trasportate a parte, e avevano lo scudo assicurato al cavallo, come si usava durante le marce.

Gli aretini bersagliarono la colonna nemica con un fitto tiro di quadrelli e verrettoni. Mentre i senesi cercavano disperatamente di disporsi in battaglia, anche il loro comandante, Ranuccio Farnese, fu colpito a morte. Al contempo fu lanciata la carica di cavalleria dei feditori aretini e la battaglia fu decisa. Cominciò a questo punto la fase più cruenta dello scontro. I senesi, in rotta e dispersi in gruppetti, furono massacrati in un'autentica e spietata caccia all'uomo, donde il nome di giostre del Toppo, alla quale parteciparono non solo i soldati ghibellini ma anche i villici del luogo armati di forconi ed attrezzi da lavoro.
Alla fine della giornata, furono uccisi oltre 500 combattenti guelfi a fronte di perdite quasi nulle dei ghibellini.

## Fama della battaglia
La battaglia è ricordata da Dante nel canto XIII dell'Inferno dove fra gli scialacquatori compare Lano da Siena: un personaggio che la tradizione popolare ricorda come un ricco ereditiero che trascorreva la vita in feste e orge, dilapidando la propria fortuna prima di morire nella battaglia di Pieve al Toppo.